# ピレリ
ピレリ（Pirelli & C. S.p.A.）は中国化工集団傘下のイタリア ミラノに本社を置くタイヤ、フィルターなどを製造する企業。
タイヤ業界で住友ゴム工業に次いで世界6位。以前は電線、通信用ケーブルも製造していた。

## 主要事業所
- 本社 - Milan - Italy

## 沿革
- 1872年 - ジョヴァンニ・バッティスタ・ピレリによって創業
- 1879年 - ピレリケーブル&システム設立
- 1890年 - 自転車用タイヤ“ティポ・ミラノ”を発表。ピレリタイヤの前身
- 1901年 - “エルコーレ”を発表
- 1907年 - 北京―パリ自動車レースで優勝
- 1986年 - ドイツのオートバイ用タイヤメーカー、メッツラーを買収
- 1991年 - フォーミュラ1（F1）から撤退
- 2005年 - ピレリケーブル&システムをゴールドマンサックスに売却（現在のプリズミアン）
- 2006年 - 世界ラリー選手権（WRC）から撤退
- 2008年 - 公式タイヤサプライヤーとしてWRCに再参入（主要チームにワンメイク供給、2010年まで）
- 2010年 - GP3に単独公式タイヤサプライヤーとして供給
- 2011年 - F1とGP2に単独公式タイヤサプライヤーとして供給[1]。※F1へは再参入
- 2015年 - 持株会社マルコポーロ・インターナショナル・イタリアが中華人民共和国の国有化学大手、中国化工集団の傘下となって上場廃止[2]。
- 2017年
  - イタリア証券取引所に再上場[2]。
  - ロードバイク用タイヤ｢P ZERO VELO｣シリーズを発売開始し、自転車用タイヤに再参入。
- 2018年 - スーパー耐久に単独公式タイヤサプライヤーとして供給（2020年まで）
- 2021年 - WRCに単独公式タイヤサプライヤーとして復帰（2024年まで）[3]
- 2023年 - ドイツツーリングカー選手権に単独公式タイヤサプライヤーとして供給

## 現行販売製品一覧
- 乗用車用－サマータイヤ
  - P Zero／現在のフラグシップモデル。新素材、新技術を採用し、高グリップと高い走行安定性を確保。一部サイズにランフラットタイヤも設定。フェラーリ、ポルシェ、マセラティ、ランボルギーニ、メルセデスAMGなどプレステージカーや、欧州車のスポーツモデルが採用している。
  - P Zero Silver／現在のフラグシップモデル。新素材、新技術を採用し、高グリップと高い走行安定性を確保。
  - P Zero ROSSO／高速安定性と乗り心地、低ロードノイズを両立させたモデル。ディレッツォナーレとアシンメトリコの2種類のパターンがあり、ディレッツォナーレは特定車種の前輪用として使用される。欧州車の高性能モデルに標準装着されている。
  - P Zero NERO／主にインチアップ用として開発。サイズが豊富で、最近では中小型車のスポーツモデル、高出力モデルなどに採用されている。荷重性能高めたエクストラロード規格としているサイズが多い。
  - P Zero Nero AS／オールシーズンモデルで日本向けは中国生産分である。
  - P7／主にCセグメントより上の車種に純正採用されている。後述のP6よりややスポーティ寄り。日本向けはOEMモデルのEU生産分を除き、中国生産分の割り当てがメインで2012年3月から中国製はイエローハットの専売モデルとなっている。
  - P6／主にCセグメントから下の車種に純正採用されている。P7より乗り心地と耐久性を重視。OEM装着のモデルを除き日本向けは中国製産分のデリバリーである。
  - P6 FOUR SEASONS／アメリカ向けの製品でオールシーズンタイヤである。日本では販売サイズを縮小。
  - CINTURATO(チントゥラート) P7／P7の性能を保ちつつ、転がり抵抗、耐磨耗性、ロードノイズを改善したエコ系タイヤ。一部サイズにランフラットタイヤを設定。
  - CINTURATO P6／P6をベースに、転がり抵抗、耐磨耗性を改善したエコ系タイヤ。日本ではOEMを除いて販売終了。
  - CINTURATO P4／ベーシックグレードタイヤ。低転がり抵抗と高い耐久性を重視。走行安定性も高く、欧州ではバランスの優れたタイヤとして評価が高い。日本ではCINTURATO P1のサイズがそろい次第、順次販売終了となる予定。
  - CINTURATO P1／ベーシックグレードタイヤ。欧州でのグレーディングに対応させるために新たに開発されたモデルで、転がり抵抗の低減と通過音や走行音の低減。ウェット性能も高い。日本向けはイタリア工場、トルコ工場、ルーマニア工場、中国工場での製造分のデリバリーである。
  - DRAGON／スポーツ走行向。グリップとウエットのバランス、高速安定性を両立。元々P ZEROシリーズとして設計されたがNEROがあるために、P5000 DRAGOの後継として発売。
  - euforia／ランフラット専用モデル。BMWやMINIなどが標準装着。
  - PZERO SYSTEM／発売当初はピレリのフラッグシップタイヤであったが、P Zero ROSSOの発売後、OEMを除いてサイズ縮小。
  - P7000／発売当時はP7系のスポーツモデルでP700Zの後継のシリカ配合のハイパフォーマンスタイヤであった。現在販売されているモデルは当時とコンパウンドも異なり中国製の価格対策のタイヤとして215/45R17のみラインナップされている。
  - P6000／P6系のコンフォート系高級タイヤとして発売。P600の後継モデルであったが、P6、P7の発売によりOEMモデルを残してサイズ縮小。P6000系にパワジー、スーパースポーツなど派生モデルが多数ある。
  - P3000／ベーシックグレードのタイヤ。80／70／65／60%偏平率がラインナップされておりTR/HR規格のベーシックタイヤで、現在はOEMモデルや80モデルの一部が残っているだけである。

- 乗用車用－スタッドレスタイヤ

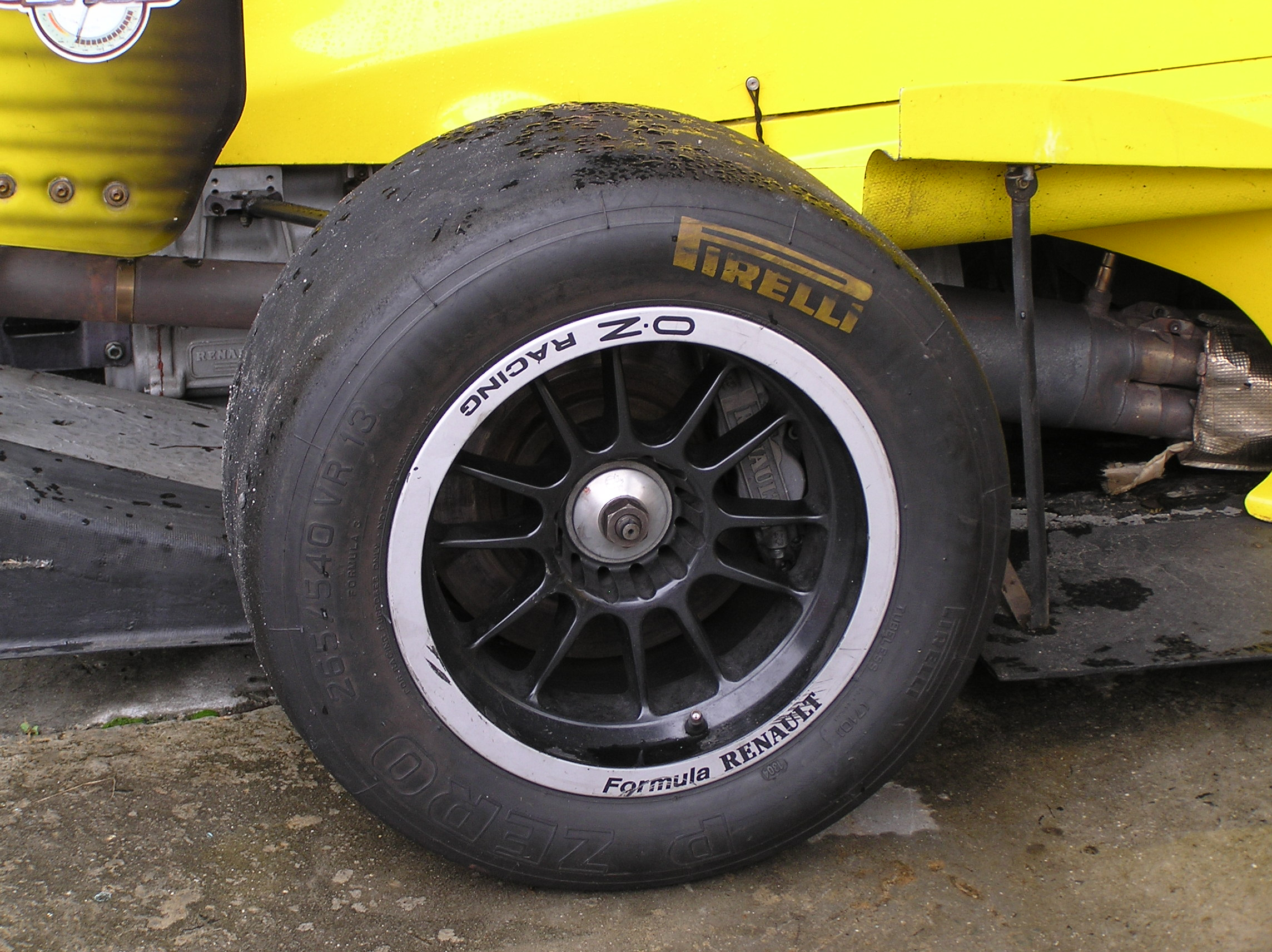
フォーミュラルノーのマシンに装着されるPZEROのスリックタイヤ。

  - WINTER ICECONTROL (日本向)
  - WINTER SOTTOZERO / SOTTOZERO SERIE II(欧州で販売されているのと同モデル)

- SUV用
  - P Zero, P Zero ROSSO, Scopion Zero, Scorpion Verde, Scopion STR, Scopion ATR

- セミレーシング
  - P Zero Trofeo, P Zero CORSA SYSTEM, P Zero CORSA, P Zero C

- 特定店のみ販売
  - P4 FOUR SEASONS／オートバックス系列店専売モデル。元々北米向けのオールシーズンタイヤ(M+S)で、耐摩耗性に優れる。

特殊フィルター

## モータースポーツ

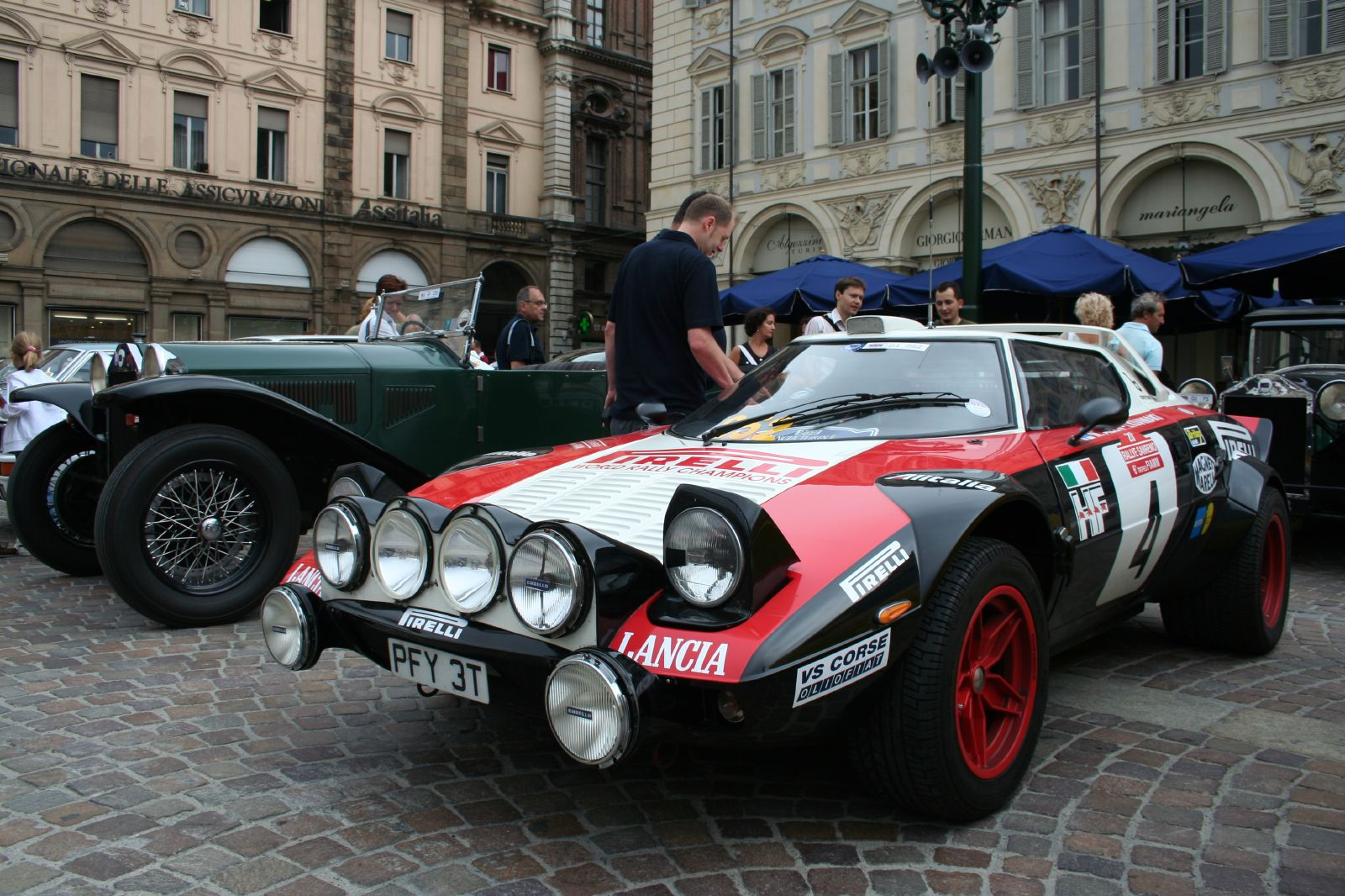
ピレリカラーのランチアストラトス（レプリカ車両）1978年世界ラリー選手権ラリー・サンレモ仕様

古くからF1世界選手権（詳細は後述）、WRCにタイヤを供給し、名前を馳せていた。
WRCではランチアやトヨタに供給を行い、ライバルのミシュランを抑え高い成績を収めていた。近年ではスバル等に供給を行っていたが、2006年シーズン一杯でスバルがミシュランにスイッチし事実上撤退。その後2008年から2010年までの3年間契約で、WRCの公式タイヤサプライヤーとして復帰。2014年にもタイヤ競争に参加したが、ロバート・クビサがWRCに参戦できなかったことでWRC2へと縮小、2016年で撤退した。しかしDMACKが活動を縮小したため2018年にJWRCにワンメイクタイヤを供給するため復帰した。2021年からは11年ぶりに単独タイヤサプライヤーを務める。2023年に2024年限りでの撤退を発表した。
F1への独占供給に伴い、GP2・GP3シリーズにおいても2011年よりF1と同じ規格のタイヤを使用している。
ブランパンGTシリーズへの独占供給も行っており、2017年開幕のブランパンGTアジアや、2018年の鈴鹿10時間レースでもピレリのワンメイクになることが決定している。またSCCAの主催の元PWC（ピレリ・ワールド・チャレンジ）を1990年から開催しており、2015年に25周年を迎える伝統あるツーリングカーレースとなっている。ランボルギーニやフェラーリのワンメイクレースでもピレリが供給することが多く、スーパーカーのタイヤ＝ピレリというイメージを根付かせている。
二輪でもスーパーバイク世界選手権にタイヤを独占供給。2017年の鈴鹿8耐でもモリワキエンジニアリングがピレリタイヤを採用している。2024年からダンロップに代わってロードレース世界選手権のMoto2とMoto3のワンメイクタイヤになることが決まっている。

### F1世界選手権

#### 第1期活動 （1950年 - 1958年）

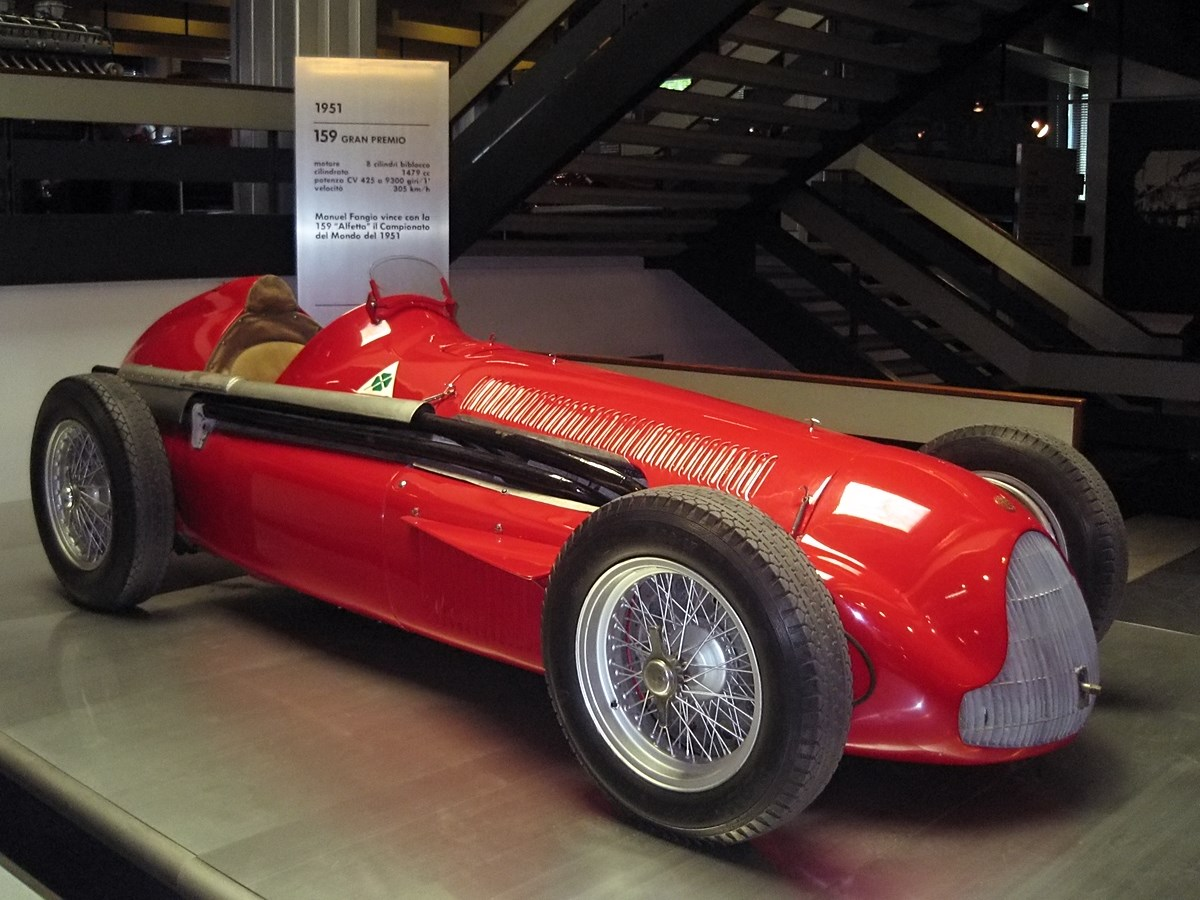
Tipo158の名で親しまれるアルファロメオ・158/159 アルフェッタ。草創期のF1に対してピレリはタイヤを供給した。

ピレリは1950年にF1世界選手権が開催された当初から参入したタイヤサプライヤーの1つでもある。アルファロメオ、マセラティ、フェラーリなどイタリアのチームに対してタイヤを供給した。当初はインディ500以外のほぼ全てのレースでピレリタイヤ勢がレースを席捲した。（※：当時のF1ではチャンピオンシップとしてはインディ500も含まれていた。）、しかし当時のトップドライバーでのファン・マヌエル・ファンジオが1954年のフランスグランプリよりメルセデス・ベンツに移籍すると、メルセデスが使用していたコンチネンタルが専権するようになる。ファンジオは1956年にフェラーリに移籍し、ピレリタイヤによる勝利も元のように大半を占めるようになるが、1958年からフェラーリにベルギーのタイヤメーカーのエンゲルベールが独占供給。さらにイギリスの有力チームヴァンウォールもピレリからダンロップへ変更した。また、他の有力チームであるクーパーもコンチネンタルやダンロップのタイヤを使用するに至ったため、1勝も挙げられず、ピレリの第1期活動はこの年で終了する。

#### 第2期活動 （1981年 - 1986年）
1981年より、実に23年ぶりのタイヤ供給となった。当初はアロウズ、フィッティパルディ、トールマンに対して行ったが、年間を通して入賞をしたのはアロウズのみという厳しい復活初年度を迎えた（PP1回、表彰台2回、10pts。ただし、アロウズはミシュランとタイヤをシェアしており、完全な独占供給チームはトールマンだけだった）。

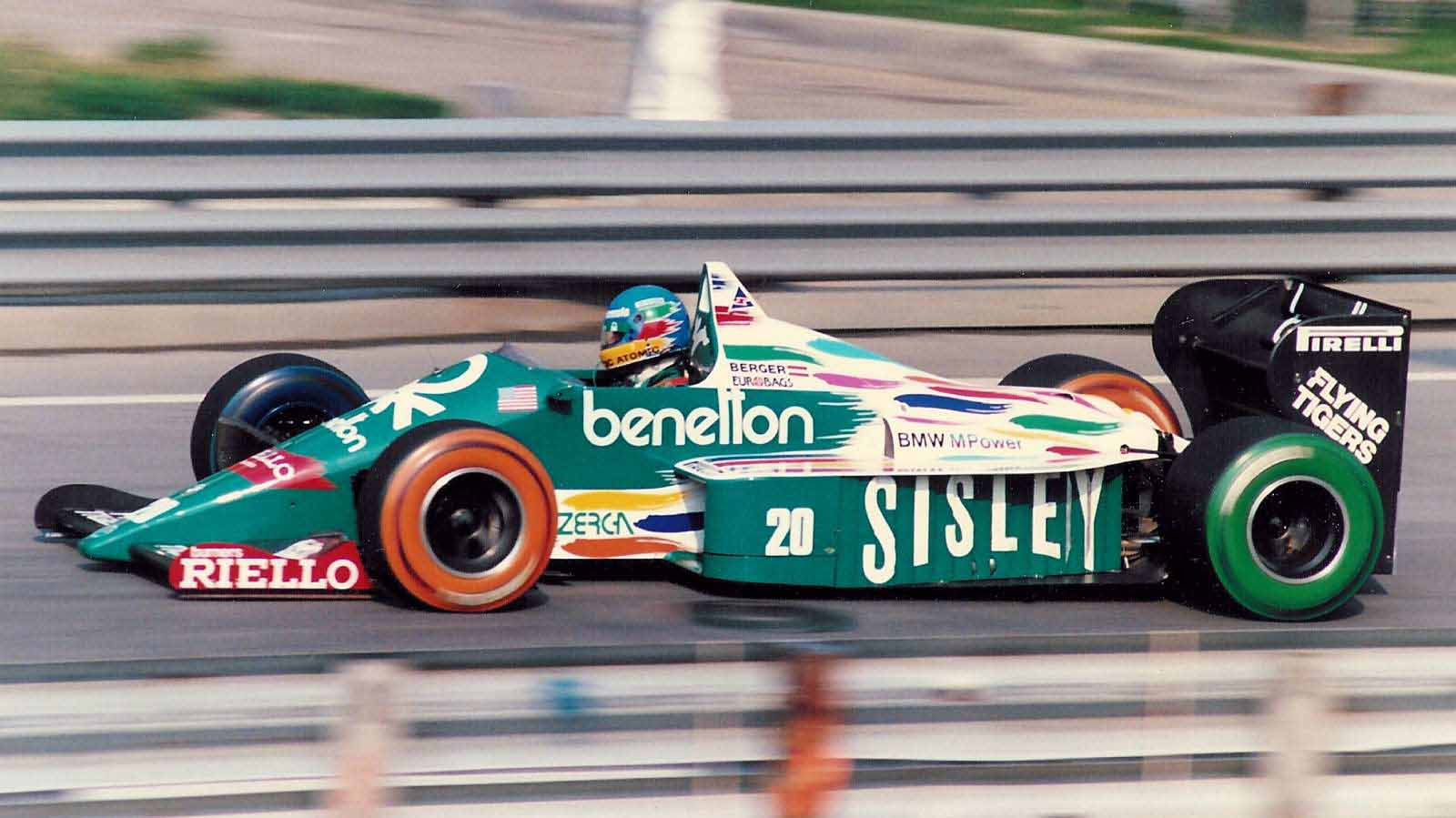
第2期ピレリタイヤの最後の勝利を飾ったベネトン・B186。（※：ドライバーはゲルハルト・ベルガー）

1982年はマーチ（※：エイヴォンとシェア）、オゼッラもピレリタイヤを使用した。総獲得ポイントは9pts。なお、この年限りでフィッティパルディは撤退、アロウズはグッドイヤーを選択する。そのため、1983年からはロータス、RAMへ供給先を広げ、ピレリ勢の総獲得ポイントは23pts。うち、ロータスがPP1回、表彰台1回を獲得した。
1984年はロータスがタイヤサプライヤーをグッドイヤーに変更したため、新たにスピリット、ATSへも供給した。トールマンとオゼッラがポイントを獲得するが、トールマンはシーズンの途中でタイヤサプライヤーをミシュランに変更。ATSのゲルハルト・ベルガーもイタリアGPで6位入賞を果たすも、開幕時点でATSは1台エントリーとなっていたため、2台目のマシンとして走らせていたベルガーの入賞はカウントされなかった。3回の表彰台で18pts。
1985年からはミシュランが撤退。グッドイヤーとの直接タイヤ戦争となった。同時にピレリ飛躍の年として期待もされた。ブラバム、リジェ、ミナルディが新たに供給先として決定し、ミシュランを失ったトールマンも第4戦モナコグランプリから撤退したスピリット分のタイヤを購入するという形で再びピレリを使用。第7戦フランスGPでブラバムのネルソン・ピケが優勝を果たし、1957年イタリアGPにおけるヴァンウォールのスターリング・モスが勝利した以来、実に28年ぶりのピレリタイヤの勝利でもあった。PP2回、優勝1回、表彰台6回、49pts。
1986年、トールマンがベネトンに買収されたことにより、ピレリによるタイヤ供給が正式に再開された。この年は参戦初年度になるベネトンが旋風を巻き起こし、テオ・ファビは2回のPPを獲得。ゲルハルト・ベルガーはメキシコGPでタイヤ無交換作戦という奇策でこれを見事に決め、優勝した。この勝利が第2期ピレリ最後の勝利であった。1986年のピレリ勢の総獲得点は50pts。
上位チームへの供給がない中での健闘は見せたものの、上位チームへの供給を独占していたグッドイヤー勢に対しては太刀打ち出来ず、この年限りでピレリは再びF1へのタイヤ供給を休止した。

#### 第3期活動 （1989年 - 1991年）
1989年、一時休止から2年間のブランクをあけて再びグッドイヤー勢とのタイヤ戦争を開始した。グッドイヤーに比べタイヤ供給料を安くする営業戦略をとり、これによりチーム運営資金が潤沢ではない新興チームや、大口スポンサーを持たないチームがピレリと契約した。モナコGPでブラバム、カナダGPでスクーデリア・イタリアが3位表彰台を獲得し、ミナルディも6ポイントを獲得する活躍を見せた。その他ユーロブルン、ザクスピード、オゼッラ、コローニに供給するも、これらは上位に食い込めるほどの戦闘力がなかった。
1990年は新たにティレルとも契約。開幕戦アメリカGPではミナルディのピエルルイジ・マルティニが予選2位、開幕直後で前年型のティレル・018を駆るジャン・アレジがスタートでトップに立つと、34周目までラップリーダーを守る大活躍を見せて2位表彰台を獲得。アレジはモナコGPでも同様に2位を獲得した。コースや温度環境によって、ライバルのグッドイヤーよりも高いパフォーマンスを発揮したこともあり、特に市街地コースでの性能は高かった。ティレルではチームメイトの中嶋悟も6位を3度獲得した。
1991年はブラバム、スクーデリア・イタリア、ティレルに加え、5年ぶりにベネトンにも供給した。レースに関しても前年同様にストリートコースの特性があり、開幕戦アメリカGPではベネトンのネルソン・ピケが3位、ティレルのステファノ・モデナ、中嶋悟が4位、5位と好調なスタートを切った。しかし、路面高温時の性能に難があり「夏バテタイヤ」と揶揄されたほどであり、低調なパフォーマンスに対して使用するドライバーからも「今年のマシンパッケージの中で一番のウィークポイントはピレリタイヤだ。ピレリユーザーはグッドイヤー勢より多くのタイヤ交換を強いられるしもっと安定したタイヤが欲しかった。それとピレリがレース本番で事前テストで使うと決めたのと別のタイヤを試し始めた時は、混乱を通り越してかなり腹が立った。ピレリはフロントランナーであるベネトンの要求に応えるのが最優先なんだろう（マーティン・ブランドル/ブラバム）」とピレリへ不満を公にするコメントも増加した。

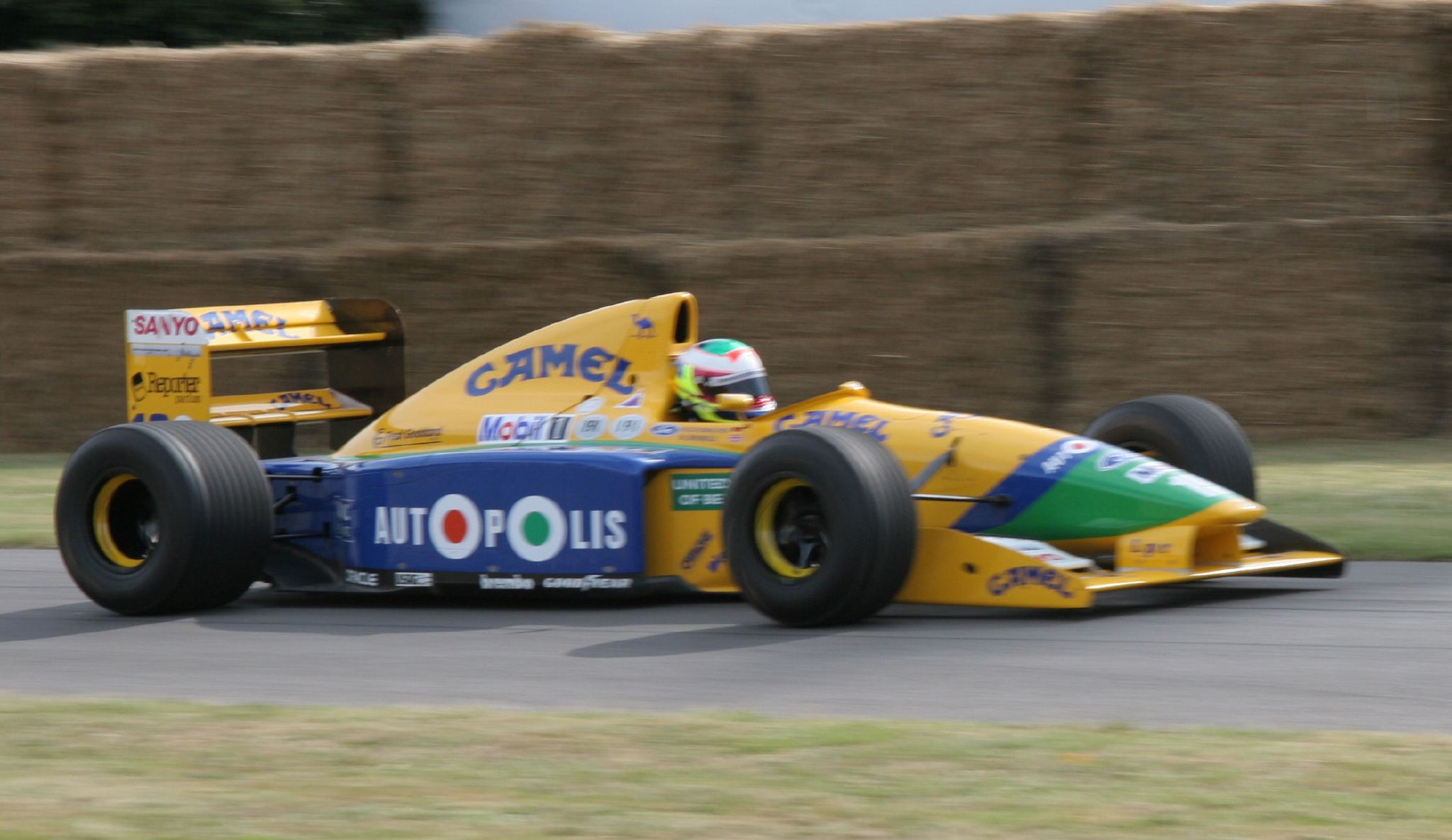
ピレリの第3期活動の最初で最後の勝利を収めたマシン「ベネトン・B191」。（※：写真は2006年グッドウッドフェスティバルにて撮影）

最後の勝利は1991年カナダグランプリのピケ（ベネトン）であり、ウイリアムズのナイジェル・マンセルがファイナルラップで突然のストップによって得た幸運な勝利ではあったが、同じピレリタイヤを使用していたティレルのステファノ・モデナも2位に入り、ピレリ勢の1-2フィニッシュであった。気候の涼しいカナダなど、路面温度が低い状況での活躍は当時のピレリタイヤの極端な特性について語られるエピソードの一つともいえる。この三年間の第3期F1参戦では、使用本数制限のある予選用タイヤ（Qタイヤ）を一度使用後、ピレリが回収してその表面をカンナのような工具で削る「皮むき作業」を施してチームへと戻し再使用することで、グッドイヤー勢より予選アタックを多い回数できる戦法を用いた（ただし再使用時のその性能は新品時の8割程度だと報じられた）。
ピレリは1991年を以って、そしてタイヤ供給した参戦数200戦目にしてF1から撤退した。

#### 第4期活動 （2011年 - )
2010年4月30日、ピレリがFIAに対して正式にタイヤ供給を申し出たことを発表。6月23日、世界モータースポーツ評議会が開催され、FIAにより2011年からピレリがF1にタイヤを供給することを決定したと正式に発表した。なお、契約期間は3年であり、実に20年ぶりにF1のひのき舞台に返り咲いたことになる。また、F1と同規格のタイヤをGP2にも供給することを発表。双方からのタイヤデータをフィードバックし、よりレースにエンターテイメント性を高める事を狙いとするなどレースを白熱化させるコンセプトを明示していた。
ピレリは本格復帰に先立ちニック・ハイドフェルドとテストドライバー契約を結び、2010年8月17日よりトヨタのTF109を使ったタイヤテストを開始した。しかし、ハイドフェルドが急遽ザウバーの正ドライバーになることが決定、ピレリはタイヤテストの後任を迎える必要があったため、9月16日にF1でドライブ経験のあるロマン・グロージャンを後任にする事を発表。
さらに、9月23日にはペドロ・デ・ラ・ロサをタイヤテストに起用することを発表した。タイヤは前述のピレリが明示していたコンセプト通り、高いエンターテイメント性を図るために「あえて磨耗性（デグラデーション）の大きいタイヤ」を開発した。各ドライバーはそれまでのタイヤサプライヤーであったブリヂストンと比較して非常にデリケートなタイヤであると述べた。
この「あえて磨耗性の大きいタイヤ」の開発は、通常の自動車競技の性質と意義（技術躍進）とは逆行したものであり、本来は自動車競技の技術提供となると自社のイメージアップへと繋げるために自社製品の性能の高さを見せることによって、技術力の宣伝的な意味合いとなるのが通常である。したがって、あえて逆行させたピレリの技術提供は同社のイメージを大きく損ねる可能性もあったが、それを理解した上で買って出たピレリの英断をバーニー・エクレストンは高く評価をしている。
摩耗が進むと徐々にではなく突然にグリップ力が落ちる性能ゆえ、クリフ（崖の意味・性能が突然落ちる状態）・アンダーカット（崖を迎える前に、先行車より先にタイヤ交換し崖を迎えた先行車を追い抜く）といった言葉が登場した。また毎年のようにタイヤの性能に各チームが振り回される状態が続いている。
2012年には開幕から7戦で7人が優勝する乱戦ぶりで、タイヤの作動温度条件が非常に繊細で中盤まで各チームが困惑する性能だった。
2013年は更に柔らかいタイヤを導入・コストダウンとして裏地をケブラーから鋼線に変更。しかしイギリスGPなどで走行中に突然タイヤバーストを起こす危険な性能が批判を受け、途中から2012年仕様のタイヤに変更した。だが結果的にレッドブルとベッテルが以前以上に独走状態でシーズンを終えた。
2015年にはメルセデスにタイヤ内圧を規定より下げているのではないかという疑惑が浮上、直後のシンガポールではPPを独占し続けていたのが嘘のように低迷したが、その後は以前の独走状態が戻った。以後内圧チェックを厳密なものとした。
2016年より、従来の6種類（スーパーソフト・ソフト・ミディアム・ハード・インターミディエイト・ウエット）に加え、新たにより柔らかいドライタイヤ「ウルトラソフト」が追加された。サイドカラーは紫色で、市街地レースに使用すると発表されている。また、1イベントにつきタイヤメーカーが供給するドライタイヤのコンパウンドが2種類から3種類に増加した。6月17日、F1タイヤサプライヤー契約を2019年まで延長することを正式発表した。11月のマカオGPでは1983年以来ワンメイクタイヤを供給してきたヨコハマに代わって新たなF3タイヤサプライヤーとなった。
2017年はレギュレーションの変更により、幅広のタイヤを供給。以前のタイヤを幅広にすると、結果的にグリップ力と耐久性を両立したコンサバティブ(保守的)なタイヤを供給する事となった。クリフはあるものの最初から最後まで安定した性能を発揮できる性能だったが、大概のレースが1回ストップで済む耐久性は「摩耗性の大きいタイヤ」とは別なものだった。
2018年は、従来の7種類に加えウルトラソフトよりさらに柔らかいタイヤを導入することを発表。名称についてはファン投票により「メガソフト」「エクストリームソフト」「ハイパーソフト」から選ばれることになり、結果「ハイパーソフト」に決定。同時にもう一つのコンパウンドの追加も発表され、2018年は新たにハードよりも固い「スーパーハード」、ウルトラソフトより柔らかい「ハイパーソフト」の2種類が追加されることとなる。これに伴いドライタイヤのカラーリングは下記の通りハイパーソフトが新たにピンク、スーパーハードがオレンジ、ハードがアイスブルーに変更される（ミディアムからウルトラソフトは従来のカラーリングのまま変更なし）。大まかには、前年のタイヤを一段階ずつ柔らかい側へシフトして最後に更に柔らかいタイヤを用意したものと見られた。
2019年は、ドライタイヤのコンパウンドを5種類に戻し、名称はコンパウンドが最も硬いタイヤを「C1」、以降はコンパウンドが柔らかくなるごとに「C2」「C3」「C4」とし、最も柔らかいタイヤは「C5」となる。1イベントにつきタイヤメーカーが供給するドライタイヤのコンパウンドは3種類のままだが、カラーリングは白がハード、黄色がミディアム、赤がソフトに統一される。このタイヤは前年より0.4mm薄いシン・ゲージと呼ばれ前年に比べ作動させるのに必要な熱量も大きく作動温度領域も極めて狭いとされトップ3チームではフェラーリ・レッドブルが手こずる一方でメルセデスだけがこのタイヤを使いこなして開幕からの連続優勝記録を継続する一因とされた。今まで同じだったタイヤウォーマー温度を前後で別の温度に規定しだした為に、前後一方しか作動しなかったり異常磨耗に苦しむ事例も出てきた。2019年オーストリアグランプリにてレッドブルをはじめホンダ勢・フェラーリ勢5チームがタイヤの変更を求めたもののメルセデス勢・ルノー勢5チームが反対、変更には7チームの同意が必要でこの動議は失敗に終わった。
2022年から18インチタイヤの供給が開始された。
2023年からコンパウンド間のタイム差を1周0.5秒にするFIAの要望に応え、コンパウンドを6種類に増やすことが決まった。前年までの「C1」と「C2」の間に新しいコンパウンドとして新しい「C1」が追加され、従来の「C1」が「C0」に変更される。ルサイル・インターナショナル・サーキットで行われた同年のカタールGPでは、コースの改修工事や路面の再舗装などによって設置されたピラミッド状の縁石がタイヤのサイドウォールにダメージを及ぼしパンクする可能性があることが判明し、FIAは決勝における1セットの最大周回数を18周に制限する措置を下した。同GP終了後の10月10日、F1と2027年までのタイヤ独占供給契約延長に合意した。
2024年は前年使用されなかった「C0」が廃止され、「C1」から「C5」の5種類に戻されたが、市街地コース向けにC5よりも柔らかい「C6」が開発され、翌2025年に導入される予定である。第20戦メキシコシティGPのFP2はC6を含めた翌年向けのスペックを走行させる時間に充てられ、走行時間も通常の60分から90分に伸ばされた。
2025年から予定通り「C6」が導入されて再び6種類に増え、第7戦エミリア・ロマーニャGPで初めて採用された。なお、開幕前にバーレーン・インターナショナル・サーキットでプレシーズンテストを行ったが、C6は同サーキットの路面に適さなかったため使われることはなく、同GPのフリー走行が実戦での初走行となった。

#### タイヤマーキングのカラーについて
視覚的エンターテイメントとして、ピレリはタイヤの種類が全て観戦者やテレビ視聴者に識別できるように色分けを施している。先述の通り、2019年からは白がハード、黄色がミディアム、赤がソフトに統一される。
| 用途         | 製品名    | コンパウンド         | 略記号 | サイドウォール | サイドウォール | サイドウォール | サイドウォール | サイドウォール | サイドウォール |
| 用途         | 製品名    | コンパウンド         | 略記号 | 2011年         | 2012年         | 2013年〜2015年 | 2016年〜2017年 | 2018年         | 2019年〜       |
| ------------ | --------- | -------------------- | ------ | -------------- | -------------- | -------------- | -------------- | -------------- | -------------- |
| ドライタイヤ | P Zero    | ハイパーソフト       | HS     | n/a            | n/a            | n/a            | n/a            | ピンク         | n/a            |
| ドライタイヤ | P Zero    | ウルトラソフト       | US     | n/a            | n/a            | n/a            | パープル       | パープル       | n/a            |
| ドライタイヤ | P Zero    | スーパーソフト       | SS     | レッド         | レッド         | レッド         | レッド         | レッド         | n/a            |
| ドライタイヤ | P Zero    | ソフト               | S      | イエロー       | イエロー       | イエロー       | イエロー       | イエロー       | レッド         |
| ドライタイヤ | P Zero    | ミディアム           | M      | ホワイト       | ホワイト       | ホワイト       | ホワイト       | ホワイト       | イエロー       |
| ドライタイヤ | P Zero    | ハード               | H      | シルバー       | シルバー       | オレンジ       | オレンジ       | アイスブルー   | ホワイト       |
| ドライタイヤ | P Zero    | スーパーハード       | SH     | n/a            | n/a            | n/a            | n/a            | オレンジ       | n/a            |
| レインタイヤ | Cinturato | インターミディエイト | I      | ライトブルー   | グリーン       | グリーン       | グリーン       | グリーン       | グリーン       |
| レインタイヤ | Cinturato | ウエット             | W      | オレンジ       | ブルー         | ブルー         | ブルー         | ブルー         | ブルー         |

## 特別仕様車
- ランボルギーニ アヴェンタドールLP700-4 ピレリ・エディション

2014年、ランボルギーニとピレリは、ランボルギーニ初のプロトタイプ「350GTV」にピレリがタイヤを供給した1963年以来、パートナーシップを結んでいる。この50年間の関係を祝して製作された特別モデルで、ルーフ、エンジンカバー、ドアミラー、エアインテークには赤のピンストライプが入れられた。
- フォルクスワーゲン・ゴルフII GTI ピレリ

## その他
- キャッチコピー「POWER IS NOTHING WITHOUT CONTROL.」を長年使い続けている。
- 現在、国内向の日本車ではOE（Original Equipment, メーカー純正）装着例が極端に少ないが、輸入車（特に欧州車）での装着例は、スーパーカーからコンパクトカーまで幅広く多い。
- 日本がバブル景気だった頃は、日本車は、ピレリタイヤをOE装着、もしくはオプション装着を設定する車種／グレードが存在した。（軽自動車のスポーツモデルが装着していた例もある）
- 日本で販売されているタイヤの生産国は、イタリア製、ドイツ製、スペイン製、トルコ製、ブラジル製の他、近年では中国製も存在する。
- ランフラットタイヤについては、ミシュランと共同で中子タイプの開発をすすめていた一方で、サイドウォール強化タイプも開発し、euforiaとして商品化した。
- スタッドレスタイヤについては、日本向タイヤを、北海道などで開発、テストを行っている。
- 日本のタイヤメーカーと異なりモデルサイクルが長く、10年以上販売が継続される製品も多い。(FIATチンクェチェント用にCEAT CINTURATO CN54の製造販売も継続している)
- PZERO/P7/P6/CINTURATO等、一部の製品名は過去の製品名を復活させているが、過去の製品とはその性格が異なる。特に旧モデルのP7は、スポーツカー用タイヤとして名高いが、現在のP7は、スポーティー寄りではあるが一般車用である。
- PZEROの初代(旧)モデルはフェラーリF40専用のタイヤとして開発され、量販化の後PZERO SYSTEMへ更新された。
- 1950年代にアルベルト・ピレリは、同社の最初の工場があったミラノの地区に高層ビルの建築を依頼した。同ビルはピレローネと呼ばれる。
- 毎年、女性モデル（トップレスが多い）を撮影したカレンダーを発行している。（非売品で入手は困難）
- 過去、グローバルなイメージキャラクターとして、元陸上競技選手カール・ルイスを起用していた頃がある。
- なお、2009-2010年は、日本向スタッドレスタイヤ -WINTER ICECONTROLのイメージキャラクターとして、フィギュアスケートの安藤美姫選手が起用されている。
- USENのメディアコンバーターもピレリ製である。
- ピレリジャパンが創設される前の日本での正規輸入・代理店業務は、阿部商会が担っていた。

## 主要関係会社

### グループ企業
- ピレリタイヤ（イタリア語版）
- ピレリ・エコ・テクノロジー
- メッツラー（ドイツ語版）